# Merecismo
Il merecismo è il fenomeno patologico della ruminazione.

## Epidemiologia
Esso si mostra normalmente in infanti (e in questo caso, se perdura nel tempo, prende il nome di sindrome da ruminazione del lattante) e talvolta in persone affette da malattie mentali.

## Manifestazioni
Subito dopo l'ingestione di cibo solido avviene un rigurgito di cibo autoprovocato: il cibo può essere vomitato o rimasticato e reingoiato.